# Paulo Lopes de Faria
Paulo Lopes de Faria (Igaratinga, 1931. február 24. – Belo Horizonte, 2009. július 16.) brazil katolikus pap. 1997 és 2007 között João Bosco Oliver de Faria utódjaként volt a Diamantinai főegyházmegye vezetője.